# Бартрамія (рід)
Бартрамія (Bartramia) — рід сивкоподібних птахів родини баранцевих (Scolopacidae). Включає один сучасний вид Bartramia longicauda (поширений в Америці) та один викопний вид Bartramia umatilla, рештки якого знайдені в еоценових відкладеннях Орегону.